# Метод спрямованої обробки пластів
Метод спрямованої обробки пластів (рос. метод направленной обработки пластов; англ. method of directional formation treatment, нім. Verfahren n der gerichteten Behandlung von Flözen) — метод впливу на привибійну зону продуктивного пласта, який забезпечує обробку одного, наперед заданого інтервалу пласта. Досягається застосуванням методу неселективної обробки пластів і спеціальних технічних пристроїв (пакерів, пробок, струминних апаратів і т. д.) або створенням відповідних гідродинамічних умов (в'язкопластичні рідини, суспензії, гель, перфорація тощо).